# Elattogarypus cruciatus
Elattogarypus cruciatus är en spindeldjursart som beskrevs av Beier 1964. Elattogarypus cruciatus ingår i släktet Elattogarypus och familjen gammelekklokrypare. Inga underarter finns listade i Catalogue of Life.